# Strážky (Spišská Belá)

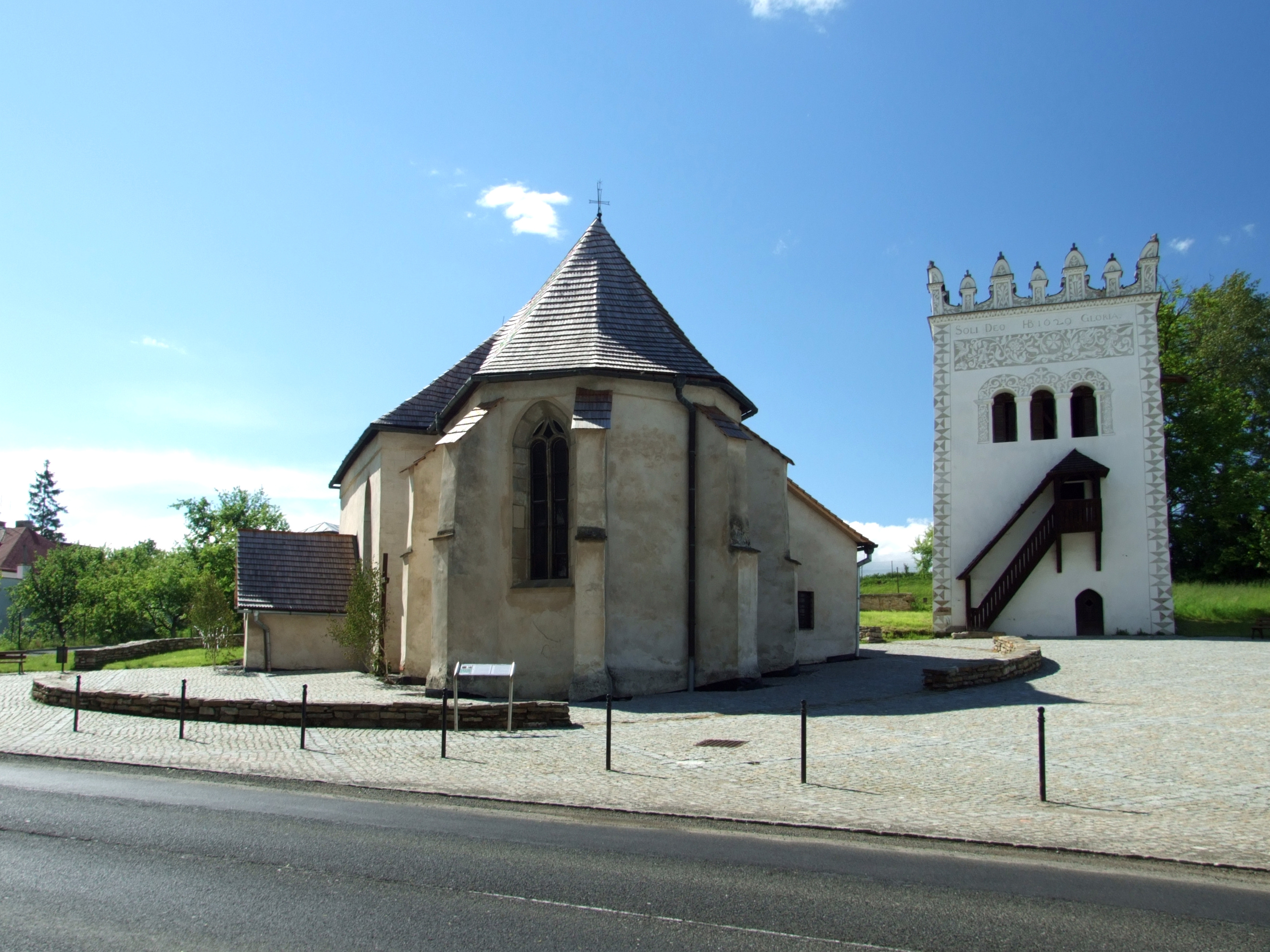
Kirche und Glockenturm in Strážky

Strážky (1927 bis 1948 slowakisch „Strážky nad Popradom“; deutsch Nehre, ungarisch Nagyőr – bis 1888 Sztráska) ist seit 1976 ein Stadtteil von Spišská Belá, Nordslowakei. Strážky liegt etwa 2 km südlich des Stadtzentrums von Spišská Belá am Bach Čierna voda, kurz vor der Mündung in den Poprad.

## Geschichte
Der Ort entstand im frühen 13. Jahrhundert als Grenzwächtersiedlung auf dem Weg nach Polen und wurde zum ersten Mal 1251 als Eur schriftlich erwähnt. Im frühen 14. Jahrhundert kam die Siedlungdurch eine Schenkung von Karl I. an die Familie Berzeviczy, die den Ort bereits 1326 an das Rote Kloster veräußerte. Im 16. Jahrhundert war Strážky zuerst Besitz der Familie Wakrotsch, ab 1556 Horvath-Stansith, die sich bei der Verteidigung von Szigetvár gegen die Osmanen ausgezeichnet hatte und verblieb dessen Besitz beziehungsweise deren Nachfahren, darunter der Familie Mednyánszky. 1787 hatte die Ortschaft 44 Häuser und 329 Einwohner, 1828 zählte man 51 Häuser und 368 Einwohner, die vor allem vom Flachsbau und- verarbeitung lebten.
Bis 1918 gehörte der Ort im Komitat Zips zum Königreich Ungarn und kam danach zur neu entstandenen Tschechoslowakei beziehungsweise heutigen Slowakei. In der Zeit der ersten tschechoslowakischen Republik war Strážky ein landwirtschaftlich geprägter Ort.

## Bauwerke und Denkmäler

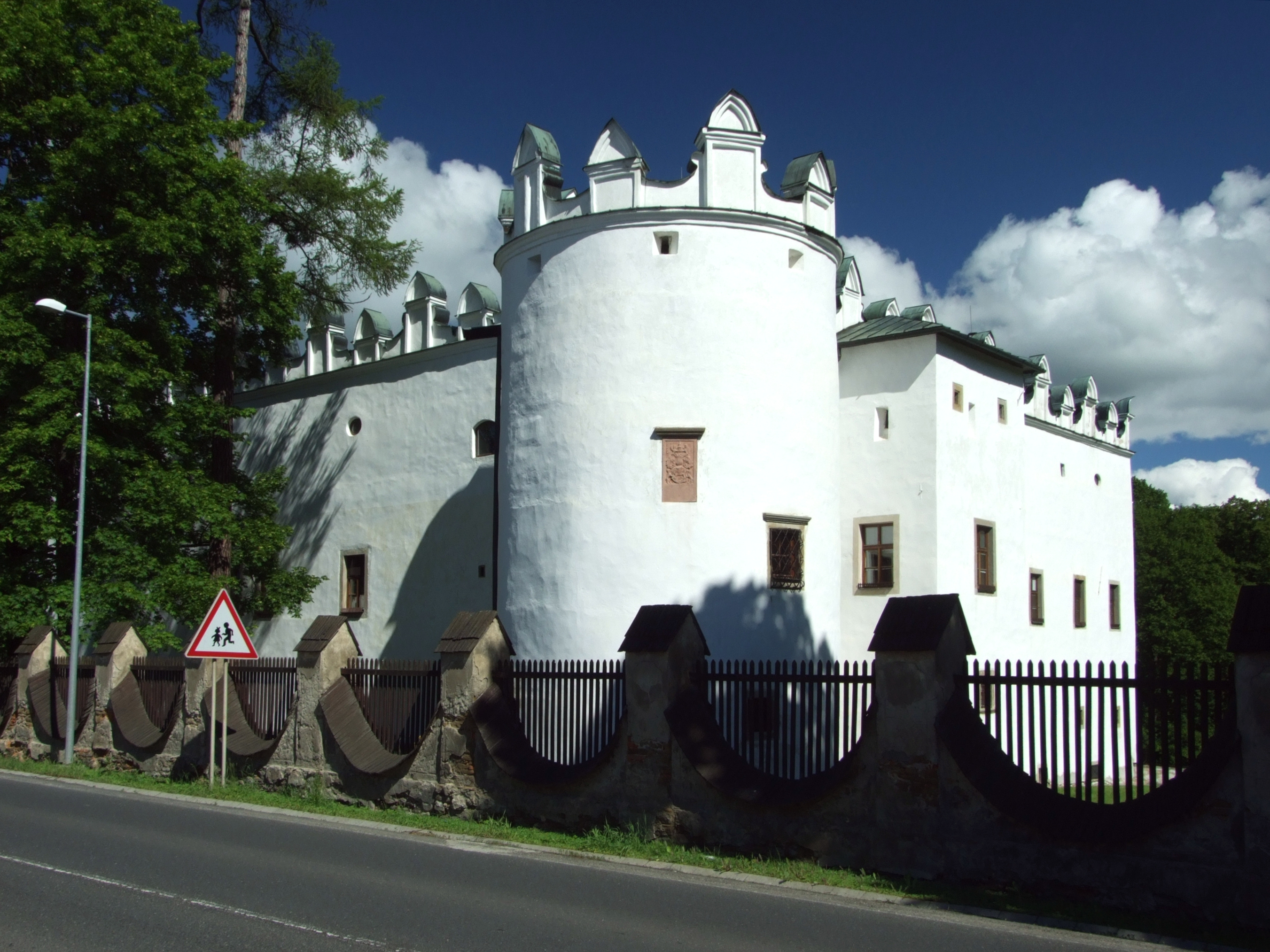
Schloss Strážky

- Schloss Strážky im Stil der Renaissance aus den Jahren 1570–1590, heute Sitz einer Galerie im Verbund der Slowakischen Nationalgalerie
- römisch-katholische Kirche im gotischen Stil aus dem späten 15. Jahrhundert
- Renaissance-Glockenturm aus dem Jahr 1629